# Mahonia leptodonta
Mahonia leptodonta là một loài thực vật có hoa trong họ Hoàng mộc. Loài này được Gagnep. mô tả khoa học đầu tiên năm 1938.